# Basilichthys microlepidotus
Basilichthys microlepidotus е вид лъчеперка от семейство Atherinopsidae.

## Разпространение
Видът е разпространен в Чили.